# Sigapatella tenuis
Sigapatella tenuis är en snäckart som först beskrevs av Gray 1867.  Sigapatella tenuis ingår i släktet Sigapatella och familjen toffelsnäckor. Inga underarter finns listade i Catalogue of Life.